# Чешко национално възраждане
Чешкото национално възраждане (на чешки: České národní obrození) е културно движение в Чехия през XIX век.
То си поставя за цел съживяването на чешката култура и национално самосъзнание и възвръщане на престижа на чешкия език, маргинализиран в престижните сфери на обществения живот от влиянието на доминиращия в Хабсбургската монархия немски език. Основна роля в движението играят известни интелектуалци като Йозеф Добровски и Йозеф Юнгман.